# Гуркумтыком
Гуыркумтыко́м или ущелье Гуыркумта (осет. Гуыркъуымтыком) — ущелье в Алагирском районе Северной Осетии.
Ущелье расположено на юге республики. По нему протекает река Льядон, вытекающая из ледников горы Тепли. Согласно осетинской мифологии в ущелье Гуркумтыком находилось святилище покровителя гор Хохы Дзуар. В честь него летом в ущелье устраивалось пиршество.

## Селения
- Артинес
- Гуркумта
- Зрисса
- Елгона
- Ецна
- Лья
- Сахсат
- Сирнад
- Скасан
- Сындзысар
- Тапанкау
- Цемса